# 勝川口站
勝川口站（日语：／ Kachigawaguchi eki */?）是位於愛知縣東春日井郡勝川町勝川（現時：春日井市），名古屋鐵道勝川線的鐵道車站（廢站）。

## 歷史
- 1931年（昭和6年）
  - 2月11日：名岐鐵道（日语：名岐鉄道）城北線味鋺站至新勝川站之間開業，此站啟用。
  - 4月29日：路線名稱重組，味鋺站至新勝川站之間定為勝川線。此站成為勝川線車站。
- 1935年（昭和10年）8月1日：在公司合併後，成為名古屋鐵道的車站。
- 1936年（昭和11年）4月8日：勝川線暫停營業。
- 1937年（昭和12年）2月1日：勝川線廢線，此站也被廢除。

## 遺址
在進行土地調整後，已經沒有任何車站痕跡。車站遺址是在國道19號（春日井繞道）與名古屋第二環狀自動車道（國道302號（名古屋環狀2號線））相交點（勝川町4丁目）附近。JR中央本線 勝川站西南方約600米處。遺址變成了名鐵BMW勝川服務中心。月台遺跡一直存在，直至建設國道19號春日井繞道為止。

## 相鄰車站
名古屋鐵道
勝川線
味鋺－勝川口－新勝川

## 注腳
1. ↑  鐵道省 編 《鉄道停車場一覧 昭和9年12月15日現在》p.306 川口印刷所出版部 1934年 國立國會圖書館數碼化收藏